# Kirchenkreis Henneberger Land
Der Kirchenkreis Henneberger Land ist ein Kirchenkreis der Evangelischen Kirche in Mitteldeutschland mit Sitz in Suhl, der zum Bischofssprengel Erfurt gehört. Geschäftsführende Superintendentin ist Beate Marwede.

## Lage und Allgemeines
Der Kirchenkreis Henneberger Land liegt im Südwesten von Thüringen und umfasst neben Kirchengemeinden in der kreisfreien Stadt Suhl mehrere Kirchengemeinden in den angrenzenden Landkreisen Schmalkalden-Meiningen und Hildburghausen.
Im Kirchenkreis lebten am 31. Dezember 2023 9356 evangelische Christen. Er hatte damit einen Anteil von evangelisch-lutherischen Christen an der Gesamtbevölkerung von 15,08 %. Er ist – ohne Berücksichtigung des Reformierten Kirchenkreis mit Sonderstatus – der nach Gemeindemitgliedern kleinste Kirchenkreis der Evangelischen Kirche in Mitteldeutschland.
Das Kreiskirchenamt, das verschiedene Verwaltungsaufgaben wie zum Beispiel die Abwicklung von Bau-, Personal- oder Versicherungsangelegenheiten für mehrere Kirchenkreise übernimmt, befindet sich in Erfurt.

## Pfarrbereiche
Die Kirchengemeinden sind in die acht Pfarrbereiche Benshausen, Hinternah, Rohr, Schleusingen, St. Kilian und Bischofrod, Suhl, Suhl-Goldlauter und Heidersbach sowie Viernau gegliedert. Zudem bestehen Kreispfarrstellen für Gefängnisseelsorge, Klinikseelsorge und Vertretungsdienste.

## Geschichte und Ausblick
Der Kirchenkreis Henneberger Land entstand 1989 durch Zusammenlegung der Kirchenkreise Schleusingen und Suhl innerhalb der Evangelischen Kirche der Kirchenprovinz Sachsen. Er war zunächst der Propstei Erfurt zugeordnet, die 1994 in der Propstei Erfurt-Nordhausen aufging. Nach der Bildung der Evangelischen Kirche in Mitteldeutschland 2009 gehörte der Kirchenkreis zum Propstsprengel Meiningen-Suhl, seit 2022 gehört er dem neugebildeten Bischofssprengel Erfurt an.
Zum 1. Januar 2024 wechselte der Pfarrbereich Schmiedefeld-Frauenwald vom  Kirchenkreis Henneberger Land zum Kirchenkreis Arnstadt-Ilmenau.
Die vier Kirchenkreise Henneberger Land, Hildburghausen-Eisfeld, Meiningen und Sonneberg planen zum 1. Januar 2026 einen Zusammenschluss zum Kirchenkreis Südthüringen.
Der Kirchenkreis Henneberger Land wird seit September 2022 bis zur geplanten Fusion geschäftsführend durch die Superintendentin des Kirchenkreises Meiningen Beate Marwede geleitet, nachdem die bisherige Superintendentin Silke Sauer das Amt aus gesundheitlichen Gründen nicht mehr ausüben konnte.